# Papinski odbor za međunarodne euharistijske kongrese
Papinski odbor za međunarodne euharistijske kongrese (lat. Pontificius Comitatus Eucharisticis Internationalibus Conventibus provehendis) dio je Rimske kurije Katoličke Crkve. Ustanovio ga je papa Lav XIII. 1879. godine. Njegov statut zadnji put nadopunio je papa Benedikt XVI. 2009. godine.

### Potpredsjednici
- Sighard Kleiner, cist. (1983. – 1985.)
- Bernardin Gantin (1983. – 1989.)

### Predsjednici
- Opilio Rossi (5. prosinca 1983. – 3. siječnja 1991.)
- Edouard Gagnon (3. siječnja 1991. – ožujak 2001.)
- Jozef Tomko (23. listopada 2001. - 1. listopada 2007.)
- Piero Marini (1. listopada 2007. - 13. rujna 2021.)
- Corrado Maggioni (13. rujna 2021. - )